# Soborne
Soborne (ukr. Соборне) – wieś na Ukrainie, w obwodzie tarnopolskim, w rejonie tarnopolskim. W 2001 roku liczyła 646 mieszkańców.

## Historia
Pierwsza wzmianka o miejscowości pochodzi z XV wieku.
W II Rzeczypospolitej wieś powiecie tarnopolskim województwa tarnopolskiego. W lutym 1944 nacjonaliści ukraińscy z OUN-UPA zamordowali tutaj lub w pobliżu 15 Polaków.
Do 1946 miejscowość nosiła nazwę Czernielów Mazowiecki. Po II wojnie światowej otrzymała nazwę Żukowo, w 1957 roku została przemianowana na Żowtnewe, zaś w 2016 roku na Soborne.

## Zabytki
- dwór – w XVIII w. Jastrzębscy wznieśli we wsi parterowy dwór w stylu klasycystycznym, który spłonął od uderzenia pioruna w 1906 roku[5]. Po pożarze wzniesiono nowy budynek[6].
- zamek – we wsi wybudowano zamek obronny; jego ruiny istniały jeszcze w drugiej połowie XIX w.[6]